# Dasyhelea wushi
Dasyhelea wushi är en tvåvingeart som beskrevs av Ysmar och Yu 2003. Dasyhelea wushi ingår i släktet Dasyhelea och familjen svidknott. Inga underarter finns listade i Catalogue of Life.